# طريق مسقط السريع
طريق مسقط السريع هو طريق سريع رئيسي يقع في مدينة مسقط، عاصمة عُمان، يبلغ طوله 54 كم ويعمل طريقًا للإغاثة. يمتد الطريق بشكل موازٍ لطريق 1 [الإنجليزية] وبعيدٍ عن الساحل. ويستمر منه طريق الباطنة السريع في منطقة حلبان إلى حدود الإمارات العربية المتحدة عند معبر خطم ملاحة.